# 마리아 발베르데
마리아 발베르데(스페인어: María Valverde, 1987년 3월 24일 ~ )는 스페인의 배우이다. 2012년 고야상 신인여우상, 2016년 베를린 국제 영화제 슈팅스타상 공동수상자이다.

## 출연 작품

### 영화
- 멜리사 P. (2005)
- 보르히아: 역사상 가장 타락한 교황 (2006)
- 크랙 (2009)
- 아이 원트 유 (2012)
- 리버레이터 : 자유를 위해 (2013)
- 엑소더스: 신들과 왕들 (2014)
- 알리 앤 니노 (2016)
- 더 라임하우스 골렘 (2016)
- 부르고뉴, 와인에서 찾은 인생 (2017)
- 다이빙: 그녀에 빠지다 (2017)
- 갤버스턴 (2018) - 카르멘 역

## 사생활
2017년 2월 베네주엘라 출신 지휘자 구스타보 두다멜과 결혼했다.